# Elephantomyia (Elephantomyia) hargreavesi
Elephantomyia (Elephantomyia) hargreavesi is een tweevleugelige uit de familie steltmuggen (Limoniidae). De soort komt voor in het Afrotropisch gebied.